# Maria Perpétua
Maria Perpétua, död 1817, var en brasiliansk kvinna som anklagades för häxeri. 
Hon var beryktad för att ägna sig åt trolldom. När slaven Joana dog, anklagades hon av dennas ägare, slavhandlaren Domingo, för att ha mördat Joana genom magi. Myndigheterna gjorde en husundersökning, och återfanns ett torkat människoöra. Hon hann dock aldrig åtalas formellt, eftersom hennes make misshandlade henne till döds efter husundersökningen. 